# Korhan Tınaz
Korhan Tınaz (* 23. November 1950; † 2. August 2016) war ein türkischer Fußballspieler.
Tınaz spielte zu Beginn seiner Karriere bei Kütahyaspor in der 2. Liga. Nach der Saison 1971/72 wechselte der Stürmer in die 1. Liga zu Galatasaray Istanbul. In seiner ersten Saison gewann Korhan Tınaz das Double aus Meisterschaft und Pokal. Tınaz beendete seine Karriere nach der Saison 1973/74.

## Erfolge
Galatasaray Istanbul
- Türkischer Meister: 1973
- Türkischer Fußballpokal: 1973